# 국민민주회의
국민민주회의(영어: National Democratic Congress)는 가나의 사회민주주의 정당이다.